# Palatul Cesianu-Racoviță

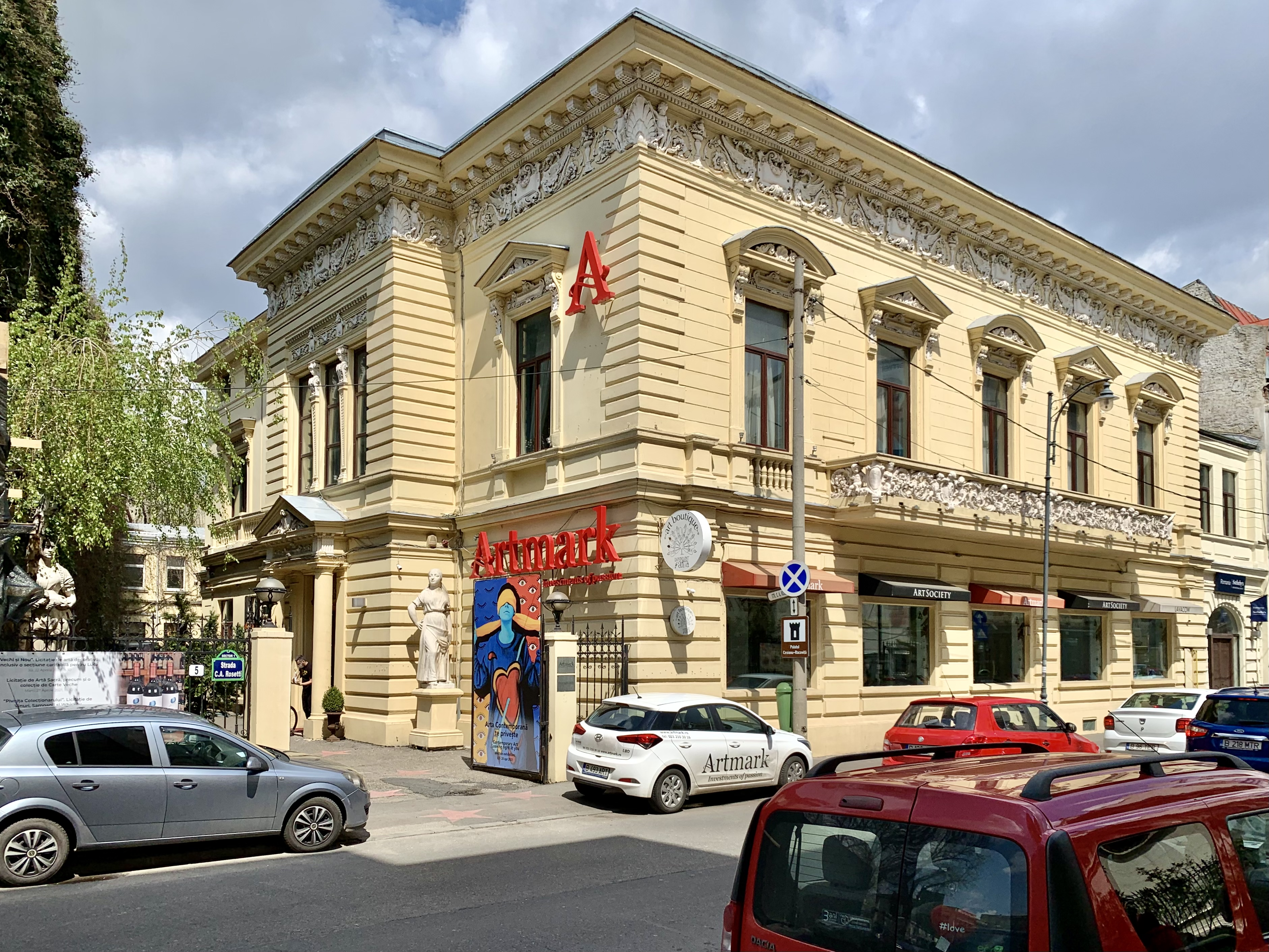
Palatul în aprilie 2021

Palatul Cesianu-Racoviță, cu o suprafață de 1.500 m², compus din trei corpuri, cu două etaje, un balcon interior care dă în sala principală, subsol și o curte interioară, a fost construit în perioada 1892 - 1902 și este situat în centrul Bucureștiului, pe strada C.A. Rosetti (Clemenței) nr.5, aflându-se în vecinătatea unor importante repere culturale bucureștene, cum ar fi: Ateneul Român, Biblioteca Centrală Universitară, Muzeul de Artă al României și vis a vis de Muzeul Theodor Aman.
Palatul a fost proiectat de către arhitectul de origine franceză Jules Berthet la inițiativa lui Nicolae Cesianu, un deputat originar din Oltenia. Nicolae Cesianu era unul dintre fii lui Stănuță Cesianu, nepot al lui Iancu Jianu, care din boier devenise un mic haiduc. Una din fiicele lui Cesianu s-a căsătorit cu Alexandru Racoviță fapt care a dus la numele dublu al palatului. Familia Cesianu mai avea dealtfel patru reședințe în București dintre care una a devenit sediul Academiei Române.
Pentru construirea edificiului, Procopoaia, proprietara faimoasei case de lângă Malmaison (de pe Calea Plevnei) i-a vândut lui Nicolae Cesianu terenul unde se făceau exerciții ale trupelor garnizoanei București. Intrarea în clădire se face prin intermediul unei scări monumentale prevăzută cu două rampe, care duce la intrarea de la etajul I, numită de italieni "piano nobile". Stilul construcției este renascentist, Beaux Arts apărut în Franța în epoca lui Napoleon al III-lea, cu parterul proiectat pentru uzul prăvăliilor, una din ele fiind o reprezentanță a lui Telefunken. Etajul este destinat încăperilor de paradă, unui birou și a două saloane mari: Salonul Roșu și Salonul Spaniol, ambele având ferestrele către stradă. Pereții salonului central sunt decorați cu picturi în ulei, în stilul pictorului francez Jean-Antoine Watteau, precum și cu stucaturi. Compozițiile în ulei înfățișează grupuri de femei și bărbați aflați la picnic sau care cântă la diferite instrumente. Acest salon își păstrează și astăzi stilul, el având rol dublu, atât ca salon pentru bal cât și ca salon de primire. Dormitoarele, aflate și ele la etaj, au vederea către curtea interioară.
Aristocrația bucureșteană a preluat stilul Beaux Arts în epoca lui Carol I, perioadă în care în București s-au construit o mulțime de palate cu stiluri diferite, în diverse stiluri istorice sau combinate. Aceste palate aveau ca proprietari persoane care aparțineau unei societăți rafinate, elegante, care trăia după modelul societății vieneze sau pariziene, care organizau dineuri sau baluri cu invitați în ținute de gală.
În perioada comunistă, în clădire a funcționat o alimentară. După anul 1989, Palatul Cesianu-Racovița a fost deținut de firma Comaliment, controlată de omul de afaceri Gabriel Popoviciu.
Începând din mai 2011 Palatul Cesianu-Racoviță este sediul Casei de Licitații Artmark și al ArtSociety.
Cu această ocazie, celor două corpuri, marcate convențonal, A și B li s-au dat următoarele destinații:
- corpul A găzduiește casa de licitații Artmark și expozițiile în continuă schimbare, cu intrare liberă
- corpul B găzduiește Crama Artmark

În prezent, la Palatul Cesianu-Racoviță se expun opere ale unor pictori români consacrați precum Nicolae Grigorescu, Ioan Andreescu, Ștefan Luchian, Nicolae Tonitza, Gheorghe Petrașcu, Theodor Pallady, Marcel Iancu ș.a.

## Posesiuni Cesianu în București
Vezi și:
- Clădirile Academiei Române: Situate vizavi de Cazino Victoria. Clădirea Academiei este una din cele mai vechi din Capitală, fosta casă boierească Cesianu. Academia are sediul în această clădire din 1890.
- Casa Cesianu cunoscută și sub numele de Cazino Victoria.